# Ryan X-13 Vertijet
De Ryan X-13A-RY Vertijet, ook wel Ryan Model 69 genoemd, was een Amerikaans experimenteel toestel dat in staat was verticaal op te stijgen en te landen: VTOL, vertical take-off and landing.
De Vertijet ('verticaal straalvliegtuig') werd in de jaren vijftig getest om te komen tot een toestel dat verticaal kon opstijgen, in de lucht kon blijven zweven, de overgang maken naar horizontale vlucht en weer verticaal landen. De X in de typeaanduiding duidt in de USAF op experimentele types: X-vliegtuigen.

## Ontwikkeling
Vlak na de Tweede Wereldoorlog vroegen de ingenieurs van de Ryan Aeronautical Company zich af of hun FR-1 Fireball, met een vermogen-gewichtverhouding van 1, verticaal zou kunnen opstijgen bij niet al te volle brandstoftanks. Het Bureau of Aeronautics van de US Navy gunde het bedrijf in 1947 een contract om een verticaal te lanceren gevechtsvliegtuig te bouwen. Dit paste in een programma om de haalbaarheid te onderzoeken van vliegtuigen die vanaf een onderzeeboot gelanceerd zouden kunnen worden. Ryan begon in de jaren 1947 tot 1950 met op afstand bestuurde toestellen, vastzittend aan een koord; in 1951 was er vliegend prototype. Het contract om een werkend VTOL-vliegtuig te bouwen, de X-13, kwam in 1953. Er werden er twee gebouwd.
De Ryan X-13 Vertijet was 7,14 meter lang met net genoeg ruimte voor één persoon op een kantelbare stoel en de Rolls-Royce Avon turbojetmotor van 45 kN. Het toestel was een hoogdekker met een deltavleugel (spanwijdte 6,4 meter) met verticale eindplaten. De neus had aan de onderkant een haak en een korte stang om afstand tot de lanceerpaal aan te houden. Voor de lancering hing de X-13 hing aan de haak  en na terugkeer werd de haak weer vastgemaakt aan de lanceerpaal. Die werd dan horizontaal gezet om als trailer te dienen voor het vervoer van het toestel.
Tijdens de vlucht werd stampen en gieren bepaald door stuwstraalbesturing; het rollen geschiedde door puffer-jets, kleine straalmotortjes op de eindplaten van de vleugels. Deze manier van sturen wordt ook wel jet reaction control genoemd.
Het eerste prototype (serienummer 54-1619) kreeg een tijdelijk landingsgestel en maakte zijn eerste horizontale vlucht op 10 december 1955. Later werden er volledige positiewisselingen uitgevoerd van horizontaal naar verticaal en terug op enige hoogte. Na deze tests werd het landingsgestel ingeruild voor een onderstel gemonteerd aan de staart zodat het vliegtuig met de neus omhoog kon blijven staan. Er werd nog getest met de haak bevestigd aan het toestel. Op 11 april 1957 voerde het tweede prototype (serienummer 54-1620) een verticale start uit van het platform, voerde een horizontale vlucht uit, kwam terug en landde verticaal door het vasthaken aan het platform. Deze tests werden uitgevoerd door Peter F. 'Pete' Girard, de belangrijkste testpiloot van Ryan.
Op 28 en 29 juli 1957 werd de X-13 gedemonstreerd in Washington D.C.: het toestel vloog over de rivier de Potomac en landde voor het Pentagon.
Omdat de US Air Force geen nuttig effect zag in de X-13, werd de verdere ontwikkeling gestaakt.

## Gebruik
De X-13 was ontworpen om verticaal opstijgen, overgang naar horizontale vlucht, terugkeer naar verticale vlucht en landing te onderzoeken. Het eerste prototype werd nog uitgerust met een tijdelijk driewielig landingsgestel. Op 10 december 1955 werd er horizontaal gevlogen om de aerodynamische eigenschappen te bekijken. Hierna kwam er een staartonderstel om verticaal te kunnen opstijgen; dit gebeurde voor het eerst op 28 mei 1956. De volledige cyclus van verticaal opstijgen, horizontaal vliegen en verticaal landen werd voor het eerst uitgevoerd op 11 april 1957 op Edwards Air Force Base.
De twee X-13’s zijn nu te bezichtigen in luchtvaartmusea: het prototype nummer 2 (#54-1620), dat de eerste volledige cyclus volbracht, staat in het National Museum of the United States Air Force in Dayton, Ohio. Het eerste toestel (#54-1619) staat in het San Diego Air & Space Museum.

## Toestellen
- X-13 #1 – USAF 54-1619
- X-13 #2 – USAF 54-1620

X-1 · X-2 · X-3 · X-4 · X-5 · X-6 · X-7 · X-8 · X-9 · X-10 · X-11 · X-12 · X-13 · X-14 · X-15 · X-16 · X-17 · X-18 · X-19 · X-20 · X-21 · X-22 · X-23 · X-24 · X-25 · X-26 · X-27 · X-28 · X-29 · X-30 · X-31 · X-32 · X-33 · X-34 · X-35 · X-36 · X-37 · X-38 · X-39 · X-40 · X-41 · X-42 · X-43 · X-44 · X-45 · X-46 · X-47 · X-48 · X-49 · X-50 · X-51 · X-53 · X-57 ·  X-59